# 惠勒-德威特方程式
在理論物理中，惠勒-德威特方程式（英語：Wheeler-DeWitt equation，簡稱惠-德方程）是一個描述宇宙波函數{\displaystyle \psi \,}必須滿足量子重力理論的方程式。 其中一個波函數的例子是哈妥-霍金態。
簡單說，惠-德方程的數學形式為：
{\displaystyle H|\psi \rangle =0}
其中{\displaystyle H\,}是量子化廣義相對論中的全部哈密頓約束。
廣義來說，在一個時間尺度不變性的理論中，哈密頓算符會是零。
雖然符號上，{\displaystyle {\hat {H}}}與{\displaystyle |\psi \rangle }和傳統非相對論性量子力學所用符號相同，然而詮釋上，惠勒-德威特方程式則與非相對論性量子力學中的方程式大相逕庭。{\displaystyle |\psi \rangle }不再是傳統上空間波函數的觀點(即一複數值的函數，定義於3維類空表面，且歸一化。相對地，它是個定義於時空整體的場結構的泛函。此項波函數包含了所有關於宇宙幾何以及物質內涵的所有資訊。{\displaystyle {\hat {H}}}依然是作用在希爾伯特空間中各個波函數上的一項算符，但是這個希爾伯特空間已與非相對論性量子力學中的希爾伯特空間不同，而且哈密頓算符不再決定系統的演化（所以薛定谔方程式——{\displaystyle {\hat {H}}|\psi \rangle =i\hbar \partial /\partial t|\psi \rangle }——不再適用）。
此方程式源自於ADM形式。